# 方有度
方有度（？—1626年），字方叔，号方石，直隸歙县（今安徽省歙縣）人。明朝東林黨官員。

## 生平
万历二十二年（1594年）甲午科應天府鄉試舉人，四十四年（1616年）丙辰科进士，礼部觀政，授山西長治知縣，四十六年本省同考，天啓二年行取考选，授工科给事中，四年升本科右，五年升吏科左給事中。善党争，少务实事，攻击无虚日，因议论红丸、移宫两案获罪魏忠贤而削籍，抱恨而死，崇祯初年追复原官。

## 著作
著作有《陛辭疏草》。

## 家族
曾祖方天生。祖方道貴，教谕。父方恒。